# Гудков, Олег Васильевич
Олег Васильевич Гудков (13 февраля 1931, Армавир, Северо-Кавказский край — 4 октября 1973, Раменское, Московская область) — советский лётчик-испытатель, Герой Советского Союза (1971).

## Биография

### Ранние годы и служба в ВВС СССР
Родился 13 февраля 1931 года в Армавире (Краснодарский край) в семье служащего. С 1933 года жил в городе Георгиевске Ставропольского края. В 1949 году окончил Ставропольское суворовское военное училище и в том же году был призван на службу в Советскую Армию. В 1952 году окончил Борисоглебское военное авиационное училище лётчиков и Высшую офицерскую авиационно-инструкторскую школу военно-воздушных сил в городе Грозный. В 1952—1957 годах был лётчиком-инструктором Борисоглебского военного авиационного училища лётчиков. В декабре 1957 года в звании капитана Гудков был уволен в запас.

### Работа в авиационной промышленности

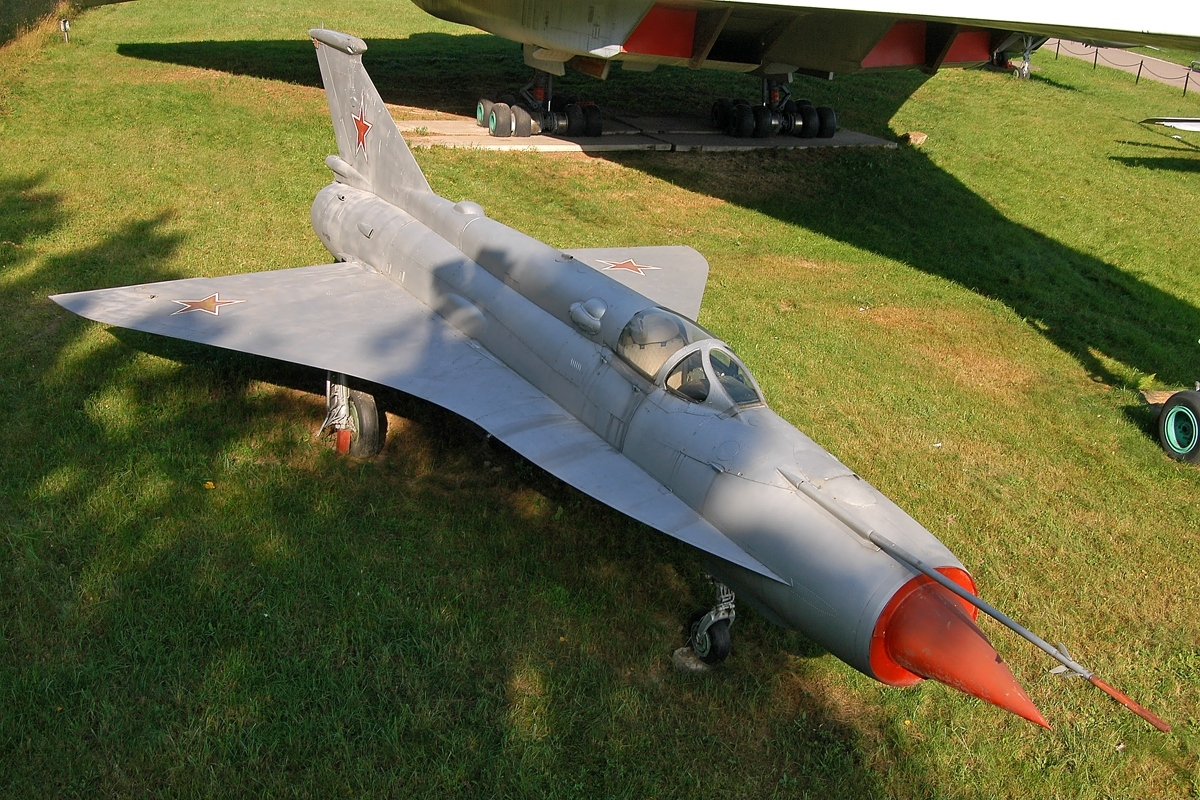
Летающая лаборатория МиГ-21И, полный цикл испытаний которой провёл Олег Гудков

В 1958 году он окончил Школу лётчиков-испытателей, в 1966 году — Московский авиационный институт.
С 1958 года Гудков был лётчиком-испытателем Лётно-исследовательского института в городе Жуковский Московской области. Занимался испытаниями самолётов-истребителей и экспериментальных летающих лабораторий, в том числе Су-15, МиГ-21Ф-13, МиГ-23. Им проводились испытания высшей категории сложности на различных типах сверхзвуковых истребителей: штопор, аэроинерционное вращение, прочность и аэроупругость, системы запуска двигателя в полёте, бездвигательные посадки, устойчивость-управляемость. 18 апреля 1968 года Гудков поднял в небо самолёт МиГ-21И — аналога сверхзвукового пассажирского самолёта Ту-144 — и провёл его испытания.
26 февраля 1973 года катапультировался из аварийного сверхзвукового истребителя МиГ-21ПФМ.
Проживал в городе Жуковском.

### Гибель
4 октября 1973 года О. В. Гудков выполнял испытательный полёт на сверхзвуковом истребителе-перехватчике МиГ-25П по программе выяснения причин предыдущих катастроф аналогичных самолётов. Ему удалось повторить приведшую к катастрофам ситуацию, открыв принципиально новое, ранее неизвестное критическое явление для подобных конструкций — трансзвуковое закусывание дифференциального стабилизатора по шарнирному моменту. Попав в этот режим, самолёт начал неконтролируемо вращаться. Олег Гудков до последнего момента не покидал падавший на город Раменское истребитель, пытаясь отвести его от жилых зданий. Самолёт врезался в безлюдный склад фабрики «Красное знамя» (бывшая Раменская бумагопрядильная и ткацкая мануфактура), лётчик катапультировался у самой земли — но из-за вращения катапультное кресло с испытателем ударилось в стену складского помещения, и он погиб; иных пострадавших не было.

Могила О. В. Гудкова на Быковском кладбище в Жуковском

Похоронен на Быковском кладбище в Жуковском.

## Награды и звания
- Герой Советского Союза — за «мужество и героизм, проявленные при освоении новой авиационной техники» (указ Президиума Верховного Совета СССР от 26 апреля 1971 года, медаль «Золотая Звезда» за № 11402)[3]
- Орден Ленина[3]
- Награждён орденами Трудового Красного Знамени (посмертно, 1974[4]), Красной Звезды (1964)[4], «Знак Почёта» (1961)[4], а также рядом медалей[3]

## Память

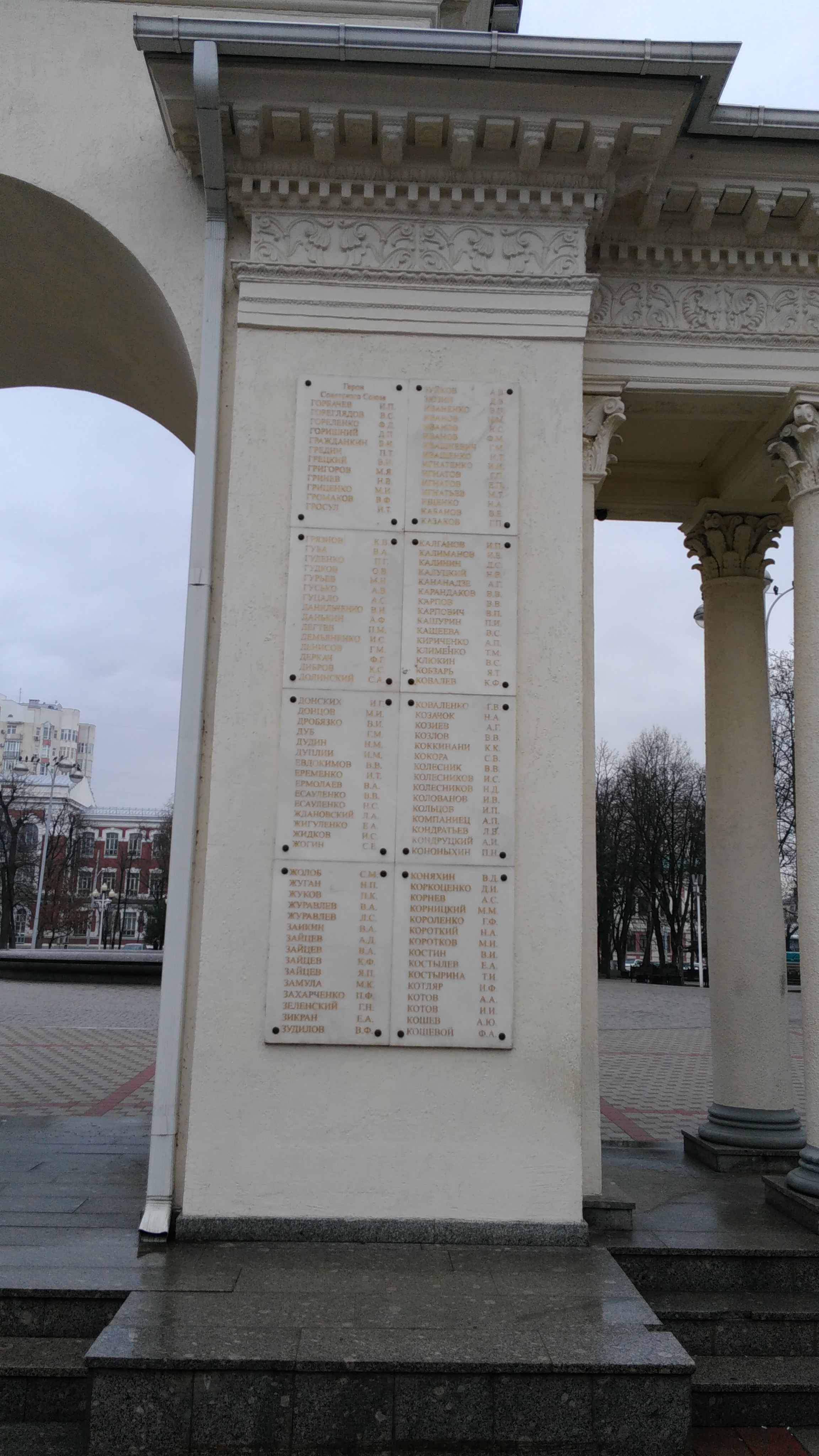
Имя Героя на мемориальной арке в Краснодаре

- Имя Гудкова увековечено на мемориальной арке в Краснодаре
- В честь Гудкова названы улицы в Жуковском[3] и Георгиевске (где он учился до поступления в Суворовское училище)
- Именем Олега Васильевича Гудкова названа средняя школа № 5 Георгиевска, в которой он учился
- Имя Гудкова увековечено на мемориале маёвцам, погибшим при испытаниях авиационно-космической техники, в Музее истории МАИ[4]
- Мемориальная доска установлена на доме в Жуковском, где жил Гудков[5]